# NRPE
| Sigles de 2 caractères   |
| Sigles de 3 caractères   |
| ► Sigles de 4 caractères |
| Sigles de 5 caractères   |
| Sigles de 6 caractères   |
| Sigles de 7 caractères   |
| Sigles de 8 caractères   |

NRPE (Nagios Remote PluginExecutor) est un "Addon" pour Nagios qui permet d'exécuter des greffons (plugins) sur un serveur (Linux/Unix ou Windows) distant.
Cela permet de surveiller des ressources locales (charge du processeur, utilisation de la mémoire, espace disque...) qui ne sont normalement pas disponibles depuis d'autres machines.
Afin d'interroger un client NRPE il faut utiliser le greffon "check_nrpe" sur le serveur Nagios, et installer un service client sur le serveur distant à interroger (par exemple, nsclient++ sous Windows ou le daemon nrpe sous Linux).